# Idobrium femoratum
Idobrium femoratum är en skalbaggsart som beskrevs av Aurivillius 1922. Idobrium femoratum ingår i släktet Idobrium och familjen långhorningar. Inga underarter finns listade i Catalogue of Life.